# افسانه زلدا: اوکارینای زمان
افسانه زلدا: اوکارینای زمان (به انگلیسی: The Legend of Zelda: Ocarina of Time) یک بازی ویدئویی در سبک اکشن-ماجراجویی محصول سال ۱۹۹۸ است که توسط بخش نینتندو ای‌اِی‌دی شرکت نینتندو برای کنسول بازی نینتندو ۶۴ ساخته شده است. این بازی در ۲۱ نوامبر ۱۹۹۸ در ژاپن، در ۲۳ نوامبر هم در آمریکای شمالی و در ۱۱ دسامبر همان سال در اروپا منتشر شد. این بازی در ابتدا برای دستگاه نینتندو ۶۴ ساخته شده بود، اما در عوض بر روی کارتریج ۲۵۶ مگابیتی (۳۲ مگابایت حجم) منتشر شد که این نوع کارتریج، از نظر حجم، حجیم‌ترین کارتریجی بود که نینتندو در آن هنگام تولید کرده بود.
این بازی توانست بالاترین نمره متا یعنی ۹۹ را بدست آورد.
بازی اوکارینای زمان، پنجمین بازی از مجموعه بازی‌های افسانه زلدا و اولین بازی این سری بود که به صورت سه‌بعدی منتشر می‌شد. ۱۸ ماه پس از انتشار این بازی، یک بازی دیگر از این سری تحت عنوان افسانه زلدا: نقاب ماژورا منتشر شد که از نظر داستانی ادامهٔ اوکارینای زمان محسوب می‌شد. بازیکن در این بازی، قهرمان سری بازی‌های زلدا، لینک را در سرزمینی به نام Hyrule کنترل می‌کند. لینک سفری برای نابود کردن گانوندورف، پادشاه قبیله Gerudo را آغاز می‌کند تا به او اجازه ندهد تا به نیروی سه‌زور دست پیدا کند که این نیرو، به صاحبش این اختیار را می‌دهد تا هر آرزویی که دارد را برآورده کند.

## خلاصه داستان
در ابتدای داستان، ناوی (Navi) لینک را از کابوسی بیدار می‌کند که در آن مردی با زره سیاه را می‌بیند که دختر جوانی را سوار بر اسب تعقیب می‌کند. سپس لینک نزد درخت دکو (Great Deku Tree) برده می‌شود که توسط "مرد شرور صحرا" نفرین شده است و لینک باید او را متوقف کند. پیش از مرگ، درخت دکو سنگ روح جنگل را به لینک می‌دهد و او را به قلعه هایرول می‌فرستد تا با پرنسس صحبت کند.
در باغ قلعه هایرول، لینک پرنسس زلدا را ملاقات می‌کند که معتقد است گانوندورف (Ganondorf)، پادشاه شیطان جرودو، در جستجوی تریفورس (Triforce) است - یک اثر مقدس که به دارنده آن قدرت خدایی می‌بخشد. زلدا از لینک می‌خواهد سه سنگ روح را جمع‌آوری کند تا بتواند به قلمرو مقدس وارد شده و تریفورس را قبل از گانوندورف به دست آورد.
لینک دو سنگ دیگر را به دست می‌آورد: اولی از دارونیا (Darunia)، رهبر گورون‌ها، و دومی از روتو (Ruto)، پرنسس زوراها. هنگام بازگشت به قلعه هایرول، لینک شاهد تعقیب زلدا و سرپرستش ایمپا توسط گانوندورف می‌شود - صحنه‌ای که در کابوسش دیده بود - اما در متوقف کردن او ناموفق می‌ماند.
در معبد زمان (Temple of Time)، لینک از اکارینای زمان (Ocarina of Time) - هدیه‌ای از زلدا - و سنگ‌های روح برای باز کردن دروازه استفاده می‌کند. در داخل معبد، او شمشیر افسانه‌ای مستر سورد (Master Sword) را می‌یابد، اما هنگام بیرون کشیدن شمشیر از پایه آن، از هوش می‌رود. گانوندورف که مخفیانه به معبد وارد شده بود، ظاهر شده و تریفورس را تصاحب می‌کند. او فاش می‌کند که با بیرون کشیدن مستر سورد توسط لینک، دروازه قلمرو مقدس باز شده و به او اجازه داده است تریفورس را به چنگ آورد.